# Jacques Heurgon
Jacques Heurgon (Parigi, 25 gennaio 1903 – Parigi, 27 ottobre 1995) è stato un latinista ed etruscologo francese.

## Biografia
Dopo aver studiato al Lycée Condorcet di Parigi, fu allievo dell'École Normale Supérieure, a Parigi, e dell'École Française di Roma.
Dal 1931 al 1944, fu aggregato alla facoltà di lettere dell'Università di Algeri, dove tenne la cattedra di lingua e letteratura Latina, una delle prime istituite nel Nordafrica.
Dopo le vicende belliche della Seconda guerra mondiale, dopo aver insegnato all'Università di Lilla, nel 1953 assunse la cattedra di Latino alla Sorbona, dove  rimase per l'intera carriera accademica, fino al 1971, quando ne divenne emerito. In quest'ultima sede, formò un'intera generazione di archeologi e storici dell'antichità.
Archeologo, filologo, eminente etruscologo, latinista e storico dell'antichità, fu in contatto con molti studiosi italiani, fra cui Santo Mazzarino e Massimo Pallottino, che conobbe quando era addetto culturale presso l'Ambasciata francese a Roma. Autore di numerosi e importanti studi storici e ricerche, divenne particolarmente noto per due testi, divenuti best seller internazionali, Il Mediterraneo occidentale dalla preistoria a Roma arcaica, del 1969, e Vita quotidiana degli Etruschi, del 1961, quest'ultimo più volte riedito.
Fu proprio la sua permanenza all'École Française, verso la fine degli anni '20, ad orientare, dopo primi interessi in letteratura latina (su Virgilio soprattutto), i suoi studi e le sue ricerche all'antichità italica preromana e romana, con particolare attenzione all'area del Mediterraneo.
Membro dell'Institute for Advanced Study (1962-63) di Princeton, dell'Accademia delle Scienze di Torino, dell'Istituto Nazionale di Studi Etruschi ed Italici di Firenze, dell'Accademia nazionale dei Lincei, della Pontificia accademia romana di archeologia e di tante altre società ed istituzioni scientifiche e culturali, fu anche ufficiale dell'Ordine delle Arti e delle Lettere, nonché insignito dell'ordine della Legion d'Onore, la più alta onorificenza attribuita dalla Repubblica francese.
Si spense a Parigi il 27 ottobre 1995.
Anne Heurgon-Desjardins, fondatrice, nel 1952, del Centre Culturel International de Cerisy, rinomato centro internazionale di promozione culturale, fu sua moglie. Il loro figlio, Marc Heurgon (1927-2001), è stato anch'egli uno storico, oltreché uomo politico.

## Opere principali
- Il Mediterraneo occidentale dalla preistoria a Roma arcaica. Laterza Editore, Roma-Bari, 1972.
- Vita quotidiana degli Etruschi, il Saggiatore, Milano, 1975.
- Scripta varia, Latomus, Bruxelles, 1986.